# تایشی، اوساکا
تایشی، اوساکا (به لاتین: Taishi, Osaka) یک منطقهٔ مسکونی در ژاپن است که در Minamikawachi District واقع شده‌است. تایشی ۱۴٬۲۷۷ نفر جمعیت دارد.